# Antonio Cabrera Serrano
Antonio Cabrera (Medina Sidonia, Cádiz, 27 de mayo de 1958 - Carcaixent, Valencia, 17 de junio de 2019) fue un poeta español en lengua castellana. Afincado en Vall de Uxó (Castellón), trabajó como profesor de Filosofía en un Instituto de Enseñanza Secundaria. Se dedicó fundamentalmente a la escritura de poesía, aunque también hizo incursiones en el terreno de la estética filosófica, la traducción y la prosa literaria en periódicos. Además de en publicaciones académicas, colaboró en diarios y revistas como ABC, El País, Levante-EMV, El Maquinista de la Generación, Litoral y otras. Fue galardonado con el Premio Loewe y el Nacional de la Crítica. Falleció a causa de una grave lesión medular.

## Poesía
- Sueño que alarga la vigilia, Alaquàs: Ayuntamiento de Alaquàs, 1985
- Autoretrato. Valencia: Quervo Poesía, 1987, separata 16. Antología
- Ante el invierno, Mislata: Ayuntamiento de Mislata, 1996. Col. «Literatura Breve»
- La mano que escribe, Málaga: Málaga Digital, 1999. Antología
- En la estación perpetua, Madrid: Visor, 2000 [ISBN 84-7522-434-2]
- Tierra en el cielo, Valencia: Pre-Textos, 2001 [ISBN 84-8191-401-0]
- Antonio Cabrera. Lleida: Universitat de Lleida, 2001. Col. «Versos». Antología
- Seis poemas. Santander: Ultramar, 2002. Antología
- Con el aire. Madrid: Visor, 2004 [ISBN 84-7522-571-3]
- Poemas. Palma de Mallorca: Universidad de las Islas Baleares-Sa Nostra, 2008
- Piedras al agua. Barcelona: Tusquets, 2010 [ISBN 978-84-8383-257-8]
- Montaña al sudoeste. Antología poética. Edición de Josep M. Rodríguez. Sevilla: Renacimiento, 2014 [ISBN 978-84-8472-874-0]
- Corteza de abedul. Barcelona: Tusquets, 2016 [ISBN 978-84-9066-289-2]

## Prosa
- El minuto y el año. Madrid: La Palma, 2008 [ISBN 978-84-95037-62-6]
- «Tentativas desde y para la pintura de Guillermo Peyró Roggen», en G. Peyró Roggen, València: Víctor Segrelles, 2009. Aforismos, ed. no venal.
- El desapercibido. Logroño: Pepitas de Calabaza, 2016 [ISBN 978-84-15862-61-1]
- El minuto y el año. Logroño: Pepitas de Calabaza, 2018 [ISBN 978-84-17386-15-3] {2a edición revisada}
- Gracias, distancia. Granada: Colección Vigía, 2018. Aforismos

## Traducciones
- Gianni Vattimo. Poesía y ontología, Valencia: Universitat de València, 1993 [ISBN 84-370-1308-9]
- Josep Maria de Sagarra. Los pájaros amigos, València: Pre-Textos, 2003 [ISBN 84-8191-512-2]
- Vicent Alonso. Sobre el lamento de Jasón, Paiporta: Denes, 2008 [ISBN 978-84-96545-81-6]

## Otros
- José Luis Parra. Cimas y abismos: antología poética. Edición de Antonio Cabrera. Sevilla: Renacimiento, 2012, [ISBN 978-84-8472-702-6]

## Premios
- 1999: XII Premio Internacional Fundación Loewe, por En la estación perpetua
- 2000: Premio Nacional de la Crítica, por En la estación perpetua
- 2003: XXV Premio Ciudad de Melilla, por Con el aire
- 2004: Premio de la Crítica Valenciana, por Con el aire
- 2004: Premio de Periodismo de la Asociación Española de Fabricantes de Juguetes, por el artículo «Tres juguetes», publicado en ABC el 6-1-2004
- 2016: XXII Premio Literario Bodegas Olarra y Café Bretón, por El desapercibido (premiado con el título Habla el callado)
- 2017: Premio de la Crítica Valenciana, ex aequo con Tù me mueves, Agustín Pérez Leal